# Списак генерала и адмирала ЈНА: Ж и З
Списак генерала и адмирала Југословенске народне армије (ЈНА) чије презиме почиње на слова Ж и З, за остале генерале и адмирале погледајте Списак генерала и адмирала ЈНА.

### Ж
- Аљоша Жанко (1919—2007) генерал-мајор. Активна служба у ЈНА престала му је 1976. године.
- Божо Жарковић (1920—2002) генерал-потпуковник авијације. Активна служба у ЈНА престала му је 1978. године.
- Божо Жарковић (1920) контра-адмирал. Активна служба у ЈНА престала му је 1970. године.
- Данило Жежељ (1928—2017) генерал-потпуковник.
- Милан Жежељ (1917—1995) генерал-пуковник. Активна служба у ЈНА престала му је 1975. године. Народни херој.
- Ристо Жерајић (1936—2017) генерал-мајор.[б]
- Војислав Живановић (1920—1998) генерал-мајор. Активна служба у ЈНА престала му је 1965. године.
- Душан Живковић (1924) генерал-мајор. Активна служба у ЈНА престала му је 1979. године.
- Живко Живковић (1912—1990) генерал-потпуковник. Активна служба у ЈНА престала му је 1970. године. Народни херој.
- Вељко Жижић (1912—1993) генерал-мајор. Активна служба у ЈА престала му је 1951. године.
- Алојз Жокаљ (1918—2003) генерал-мајор. Активна служба у ЈНА престала му је 1962. године.
- Стојан Жугић (1912—1981) генерал-мајор. Активна служба у ЈНА престала му је 1963. године.
- Војислав Жујић (1923) генерал-мајор. Активна служба у ЈНА престала му је 1978. године.
- Сретен Жујовић (1899—1977) генерал-пуковник. Активна служба у ЈНА престала му је 1947. године. [в][2]
- Душан Жунић (1939) генерал-мајор.[г]
- Никола Жутић (1927) генерал-мајор авијације. Активна служба у ЈНА престала му је 1982. године.
- Стеван Жутић (1919) вице-адмирал. Активна служба у ЈНА престала му је 1977. године.
- Јосип Жужул (1923—1993) вице-адмирал. Активна служба у ЈНА престала му је 1981. године.

### З
- Цирил Забрет (1935) генерал-мајор. Активна служба у ЈНА престала му је 1991. године.
- Дмитар Заклан (1915—1988) генерал-потпуковник. Активна служба у ЈНА престала му је 1971. године. Народни херој.
- Милан Заклан (1936—2021) генерал-мајор.[д]
- Ђорђије Звицер (1933) генерал-потпуковник авијације.[ђ]
- Никола Звицер (1918) генерал-мајор. Активна служба у ЈНА престала му је 1968. године.
- Антон Згонц (1914—2002) генерал-мајор. Активна служба у ЈНА престала му је 1964. године.
- Жарко Згоњанин (1916—1970) генерал-потпуковник. Активна служба у ЈНА престала му је 1962. године.
- Милош Зекић (1915—1984) генерал-потпуковник. Активна служба у ЈНА престала му је 1973. године. Народни херој.
- Милан Зеленика (1885—1969) генерал-потпуковник. Активна служба у ЈНА престала му је 1955. године.
- Милан Зорић (1912—2006) генерал-потпуковник. Активна служба у ЈНА престала му је 1959. године. Народни херој.
- Раде Зорић (1914—1996) генерал-потпуковник. Активна служба у ЈНА престала му је 1954. године. Народни херој.
- Милован Зорц (1935—2018) генерал-мајор. Активна служба у ЈНА престала му је 1991. године.
- Алојз Зупанц (1927) генерал-мајор.
- Антон Зупанчич (1927—2003) генерал-потпуковник. Активна служба у ЈНА престала му је 1986. године.
- Виктор Зупанчич (1931—1997) генерал-мајор авијације. Активна служба у ЈНА престала му је 1991. године.